# مبرهنة غاوس-ماركوف
في الإحصاء، سميت مبرهنة غاوس-ماركوف هكذا نسبة إلى كارل فريدريش غاوس وآندريه ماركوف. تنص هاته المبرهنة على أنه في نموذج الانحدار الخطي حيث احتمال الأخطاء يساوي الصفر وحيث لا ترتبط ببعضها البعض وحيث تبايناتها متساوية، أحسن تقدير خطي غير منحاز في معاملاته، هو تقدير المربعات الدنيا الاعتيادية.